# Dél-szudáni Kormányzóság
A Dél-szudáni Kormányzóság (arabul: حكومة جنوب السودان) egy olyan autonóm kormány volt, mely Szudán tíz déli államát irányította 2005. július és a Dél-szudáni Köztársaság 2011. júliusi megalapítása között. Az autonóm kormányt eredetileg Rumbekben alapították meg, és később költöztették át Jubába. A felügyelete alá tartozó területet keleten Etiópia, délen Uganda, Kenya és a Kongói Demokratikus Köztársaság, nyugaton pedig a Közép-afrikai Köztársaság határolta. Tőle északra olyan területek feküdtek, melyeket túlnyomórészt arabok és muzulmánok népesítettek be. Ezek a területek közvetlenül a központi kormányzat ellenőrzése alatt álltak. A terület autonóm státuszát az a békeszerződés rögzítette, melyet a Szudáni Népi Felszabadító Hadsereg és Szudán kormányának képviseletében a Nemzeti Kongresszus kötött egymással. Ez vetett véget Afrika leghosszabb polgárháborújának, a második szudáni polgárháborúnak.

## Története
Egyiptom először az 1870-es években Iszmáíl Pasa idejében próbálta meg gyarmatosítani a területet. Ekkor alapították meg a keleti részeken Equatoria tartományát. Egyiptom képviselőjeként először 1869-től Samuel Baker, 1874-től Charles George Gordon, 1878-tól pedig Emin pasa irányította. Az 1880-as években lezajlott Mahdi-felkelés után a tartomány felbomlott, és 1889-től már nem volt Equatoria Egyiptom előretolt bástyája. Ebben a korban fontos településnek számított Lado, Gondokoro, Dufile és Wadelai. 1947-ben a jubai konferencián úgy határoztak, egyesítik Szudán északi és déli részeit. Ezzel keresztülhúzták az Egyesült Királyság azon számítását, hogy a terület Ugandához tartozzon.

### Polgárháború
Szudán függetlenné válása óta két polgárháború is érintette ezt a területet. Az  első szudáni háborút az ország kormánya az Anyanya felkelő sereg ellen vívta 1955 és 1972 között. A második esetben majdnem 21 éven át vívtak csatákat a SPLA/M csapataival. Ennek hatalmas veszteségek, az infrastrukturális fejlesztések elmaradása és jelentős mértékű rombolás lett a hatása. Több mint 2,5 millió embert megöltek, 5 millió ember elmenekült, mások pedig az országon belül kerestek más lakhelyet, menekültek lettek.

### Békeszerződés és autonómia
2005. január 8-án Kenya fővárosában Nairobiban aláírták azt a békeszerződést, mely véget vetett a második szudáni polgárháborúnak, és ismét megalapította a déli területek autonóm státuszát. John Garang, a Szudáni Népi Felszabadítási Hadsereg akkori vezetője ezt mondta a megállapodásról: „Ez a békeszerződés örökre megváltoztatja Szudánt.” A szerződés előírta, hogy 2011. január 9-én, hat évvel az aláírás után népszavazást kell tartani Dél-Szudán függetlenségéről. Ezzel együtt megosztották az olajból származó bevételeket is észak és dél között.
A muzulmán többségű északi területeken továbbra is érvényben maradt az iszlám jog, a saría. Ezzel ellentétben Dél-Szudánban a törvényhozást teljes egészében a megválasztott népgyűlés végzi. Dél-Szudán autonóm kormánya azonnal visszautasította a saría alkalmazásának a lehetőségét. 2010. vége felé Umar Hasan Ahmad al-Bashir, Szudán akkori elnöke bejelentette, hogy Dél-Szudán függetlenedésével az ország teljes egészében a saría alapjaira helyezi a jogrendszerét.
Salva Kiir Mayardit elnök és a felkelők vezetése nem fogadta el a 2008-as népszámlálás eredményeit, melyek szerint Dél-Szudánban a lakosságnak csupán a 21%-a él. A felkelők vezetése szerint Dél-Szudánban élt az akkori ország lakosságának a harmada, és az itteniek számát akaratlagosan alábecsülték.

### Népszavazás a függetlenségről
A Dél-Szudán függetlenségéről szóló népszavazást 2011. január 5–9 között rendezték meg. A Dél-Szudáni Választási Bizottság január 30-án nyilvnosságra hozott előzetes eredménye alapján a választók 98,13%-a a függetlenedés, 1,87%-a az uniió fenntartása mellett szavazott. A szerződésnek megfelelően Dél-Szudán 2011. június 9-én nyerte el függetlenségét. 2011. január 31-én Szudán alelnöke, Ali Osman Mohamed Taha bejelentette, hogy a szudáni kormány elfogadja a szavazás végeredményét. 2011. január 23-án összegyűlt a leendő állam megalakulását előkészítő kormánybizottság, és eldöntötték, hogy a megalakuló államalakulat hivatalos neve Dél-szudáni Köztársaság legyen. A javaslatok között felmerült még Azánia, a Nílusi Köztársaság, Kusita Köztársaság, valamint a három legnagyobb város, Juba, Wau és Malakal nevéből létrehozott rövidítés, Juwama is.

## Politika és kormányzás

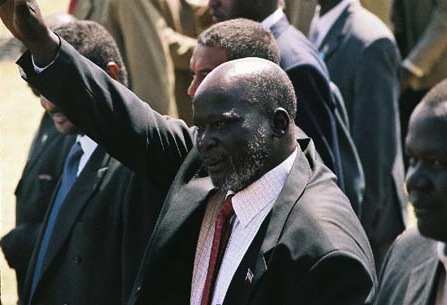
John Garang de Mabior, a Dél-szudáni Kormányzóság első elnöke.

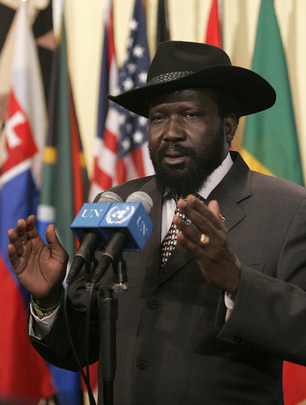
Salva Kiir Mayardit, a Dél-szudáni kormányzóság második elnöke.

Az átfogó békemegállapodás értelmében Dél-Szudánban ideiglenes alkotmányt léptettek életbe. Ez alapján alakult meg Dél-Szudán autonóm kormánya, melyet az elnök irányított. Az elnök egyszemélyben kormányfő és a hadsereg főparancsnoka is volt. A terület első vezetője 2005. júliusban bekövetkezett haláláig John Garang, a SPLA/M alapítója volt. 2005. augusztusban Salva Kiir Mayärdït lett Szudán első alelnöke, és ezzel egy időben vette át Dél-Szudán kormányának a vezetését is. Az ország déli részének alelnöki posztján Riek Machar vette át az ő helyét. A törvényhozás feladatát a dél-szudáni kormány és az egykamarás Dél-szudáni törvényhozó tanács töltötte be. Az alkotmány biztosítja a független ítélkezést, melynek csúcsán a Legfelsőbb Bíróság állt.

### Elnökök és alelnökök
| Ciklus                             | Elnök                 | Párt                                 |
| ---------------------------------- | --------------------- | ------------------------------------ |
| 2005. július 9.–2005. július 30.   | John Garang de Mabior | Szudáni Népi Felszabadítási Hadsereg |
| 2005. július 30. – 2011. július 9. | Salva Kiir Mayardit   | Szudáni Népi Felszabadító Hadsereg   |

| Ciklus                              | Alelnök             | Megjegyzések                       |
| ----------------------------------- | ------------------- | ---------------------------------- |
| 2005. július 9.–2005. augusztus 11. | Salva Kiir Mayardit | Szudáni Népi Felszabadító Hadsereg |
| 2005. augusztus 11.–2011. július 9. | Riek Machar         | Szudáni Népi Felszabadító Hadsereg |

## Államok és megyék

Szudán
Darfur
Keleti Front, 2006. júliusi hadműveleti terület
Dél-Szudán
Abyei (2011-ben népszavazás)
Dél-Kurdufan és Kék-Nílus (közmeghallgatást tartanak 2011-ben)

Az átfogó békemegállapodás értelmében Dél-Szudán kormánya ellenőrizte a korábban Dél-szudáni Autonóm Régió néven 1972. és 1983. között bizonyos mértékű függetlenséggel bíró három tartományt. Ezek Bahr el Ghazal, Equatoria és Felső-Nílus. A területe nem foglalta magában a Nuba-hegységet, Abyeit és Kék-Nílust. Abyeiben népszavazást tartottak arról, hogy Észak- vagy Dél-Szudánhoz akarnak-e tartozni. A másik két helyen közmeghallgatás alapján hoztak döntést.
Az autonóm kormánynak Szudán következő régiói és államai fölött volt hatalma:
Bahr el Ghazal
- Észak-Bahr el Ghazal
- Nyugat-Bahr el Ghazal
- Lakes
- Warrap

Equatoria
- Nyugat-Equatoria
- Közép-Equatoria
- Kelet-Equatoria

Nagy-Felső-Nílus
- Jonglei
- Unity
- Felső-Nílus

A tíz állam kisebb régiókra, megyékre tagolódott.

### Abyei területe
Abyei egy Észak- és Dél-Szudán között elterülő régió, melyre mindkét ország igényt tart. Eredetileg a déli területek függetlenné válásáról szóló népszavazással egy időben akartak referendumot tartani arról, hogy Abyei hova tartozzék. Később az időpontot későbbre tolták. Az átfogó békemegállapodás értelmében 2008. augusztus 31-én létrehozták az Abyei területi kormányzatot.

## Külső hivatkozások
- Southern Sudan at World Statesmen